# Олещенко Павло Мамонтович
Павло Мамонтович Олещенко — український радянський партійний діяч, секретар Сумського обласного комітету КП(б)У.

## Життєпис
Освіта вища. Член ВКП(б). Перебував на відповідальній партійній роботі.
У жовтні (затв.) 1946 — травні 1948 року — секретар Сумського обласного комітету КП(б)У з пропаганди і агітації.
Подальша доля невідома.

## Нагороди
- орден «Знак Пошани» (23.01.1948)
- медалі